# Mekinjiš
Mekinjiš ili Mekinjaš(mađ. Mekényes, nje. Meknitsch) je selo u središnjoj južnoj Mađarskoj.
Zauzima površinu od 17,77 km četvornih.

## Zemljopisni položaj
Nalazi se na 46° 23' sjeverne zemljopisne širine i 18° 20' istočne zemljopisne dužine, sjeverno od Mečeka, uz granicu s Tolnanskom županijom. Dobrokesa je 4,5 km sjeverozapadno, Kurda je 4 km sjeverno, Mučinj je 5 km sjeveroistočno, Lengyel je 1,5 km istočno-jugoistočno, Sras je 4,5 km jugoistočno, Hajmaš je 2,5 km zapadno-jugozapadno, Bikala je 6 km jugozapadno, a Egyházaskozár je 4,5 km južno.

## Upravna organizacija
Upravno pripada Šaškoj mikroregiji, na sjeveru Baranjske županije. Poštanski broj je 7344.

## Povijest
Na mjestu današnjeg Mekinjiša je bilo jedno ranije racko selo, koje je bilo razoreno, a nalazilo se u dolini između Hajmaša i iza današnjeg sela. Današnje selo je primilo njegovo ime. 
Utemeljitelji današnjeg Mekinjaša su bili njemački doseljenici iz Herrnhuta i Darmstadta. Evangelički Nijemci su sagradili seosku crkvu u razdoblju od 1783. do 1785. 1793. je grom spalio i crkvu i još 60 kuća, pa su mještani kasnije sagradili novu crkvu.
1900-ih je Mekinjiš pripadao Baranjskoj županiji Kraljevine Ugarske, okrugu Hegyhát.
Po mađarskim statistikama, 1910. je u Mekinjišu živjelo 1230 stanovnika, od toga 1116 Nijemaca, 113 Mađara. 1151 stanovnik je bio evangeličke vjere, a 74 su bila rimokatolika.

## Stanovništvo
Mekinjiš ima 303 stanovnika (2001.). Mađari su većina, a Nijemaca je desetina sela, a u selu je i nešto Roma. Nešto manje od 2/3 sela su rimokatolici, 16% je luterana, 11% je kalvinista te ostali.

## Vanjske poveznice
- (mađ.) Mekényes a Vendégvárón[neaktivna poveznica]
- Mekinjiš na fallingrain.com